# Kastell Hainhaus
Das römische Kastell Hainhaus, in der Literatur auch als Kastell Vielbrunn beschrieben, war ein Numeruskastell der älteren Odenwaldlinie des Neckar-Odenwald-Limes. Das heutige Bodendenkmal befindet sich in einem Waldstück rund zweieinhalb Kilometer nordnordöstlich vom Zentrum Vielbrunns, eines Stadtteils von Michelstadt in Südhessen.

## Lage

Lageplan (Grabung 1895)

Kastellgrundriss (Grabung 1895)

Die knapp 5700 m² des Kastellgeländes erstrecken sich auf dem Plateau eines Höhenrückens zwischen dem Kimbachtal im Westen und dem Ohrenbachtal im Osten. Das Gelände fällt von Osten nach Westen hin schwach, von Süden nach Norden hin etwas stärker ab. In antiker Zeit hatte die Fortifikation an dieser Stelle vermutlich die Aufgabe, den Übergang zwischen den beiden Tälern zu überwachen. Heute befinden sich in den Tälern die Ortschaften Vielbrunn und Kimbach, ein Ortsteil von Bad König, deren moderne Verbindungsstraße etwa zwei Kilometer südlich des Kastells verläuft.

## Forschungsgeschichte
Der Kastellplatz war auch in nachrömischer Zeit bekannt und als Ruine sichtbar. In einer Urkunde aus dem Jahre 1432 wird er als Bentzenburg bezeichnet, was so viel wie „Geisterburg“ bedeutet. Im 18. Jahrhundert errichteten die Fürsten von Löwenstein-Wertheim-Rosenberg ein Jagdschloss inmitten des Kastellgeländes.
Bei den von Johann Friedrich Knapp im Auftrag des Grafen Franz I. zu Erbach-Erbach 1806 durchgeführten Untersuchungen vernachlässigte man die eigentliche Fortifikation, da man der Meinung war, diese habe durch die Errichtung des Jagdschlosses bereits starken Schaden genommen, und widmete sich stattdessen primär den Kastellthermen.
Die bislang einzigen wissenschaftlichen archäologischen Ausgrabungen des Kastells selber wurden dann erst im Jahre 1895 durch die Reichs-Limeskommission (RLK) unter der örtlichen Grabungsleitung des Streckenkommissars Friedrich Kofler vorgenommen, der auch das Kastellbad noch einmal einer Nachuntersuchung unterzog.

## Befunde

### Kastell

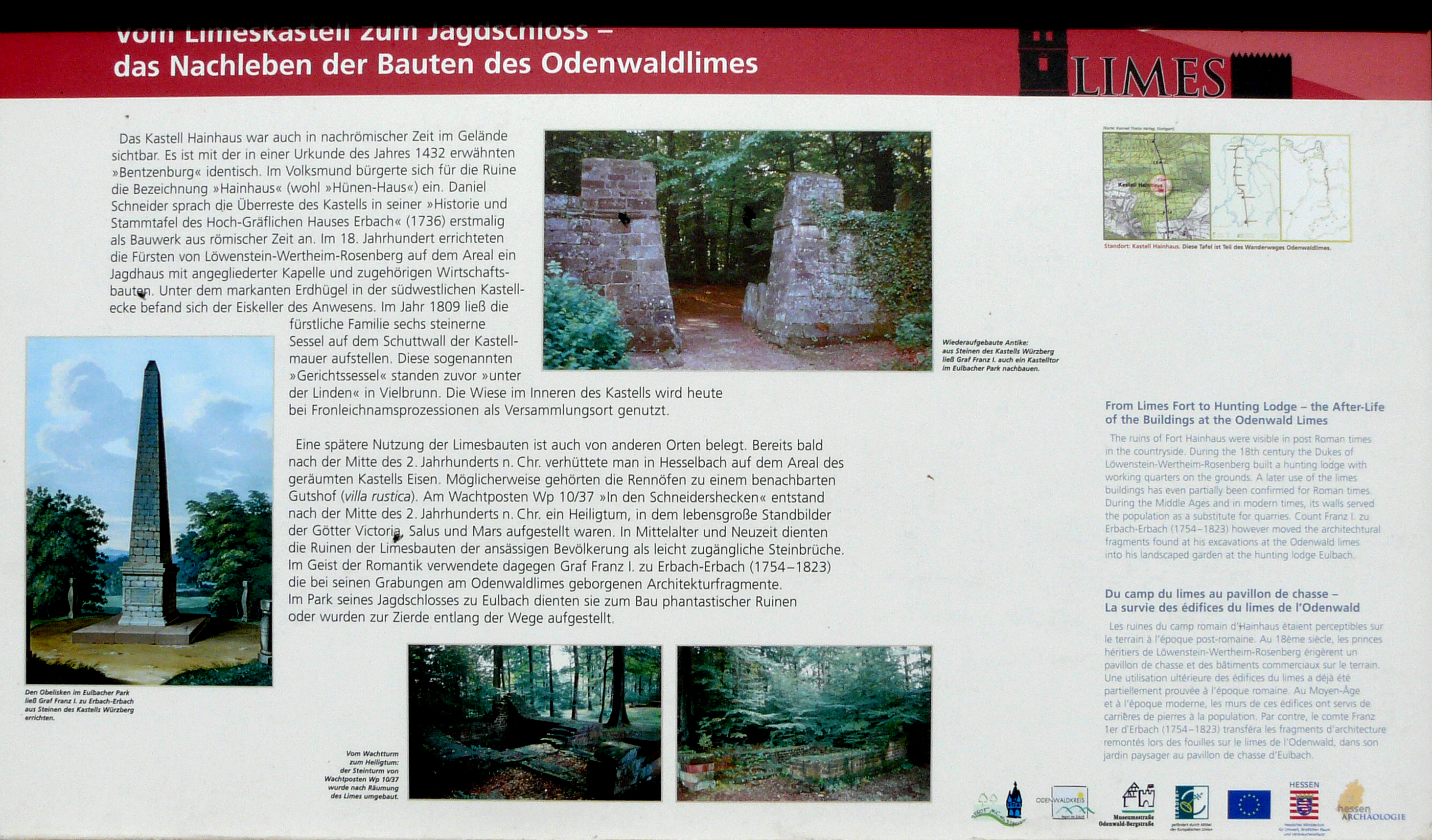
Infotafel am Kastell Hainhaus

Über die rezenten gemörtelten Steinmauern hinaus konnten dabei zumindest noch Trockenmauerreste festgestellt werden, was dafür spricht, dass auch dieses Militärlager – wie bei den nahe gelegenen Kastellen Würzberg und Hesselbach nachgewiesen – alle drei Bauphasen des älteren Odenwaldlimes durchlaufen hat. Demnach wäre
- das Kastell Hainhaus in trajanischer Zeit[1] in Holz-Erde-Bauweise errichtet worden,
- in hadrianischer Zeit, also zwischen 117 und 138, an die Stelle der hölzernen Umwehrung eine im Zwischenraum mit Erde verfüllte Doppel-Trockenmauer getreten,
- zwischen 140 und 150 das Trockenmauerwerk durch eine gemörtelte Steinmauer ersetzt worden.[5]

Mit der Vorverlegung des Limes um etwa 30 km in östliche Richtung wäre das Kastell schließlich – wie der gesamte Odenwaldlimes – bis spätestens 159/160 aufgegeben worden.
Die Fortifikation von Vielbrunn bedeckte in Form eines leicht unregelmäßigen Vierecks eine Fläche von knapp 0,6 Hektar. Mit seiner Prätorialfront war es nach Osten, zum Limes hin ausgerichtet, der das Lager in etwa 80 Meter Entfernung passierte. Die Länge der Vorderfront betrug 70,95 m, die der Rückfront 72,52 m. Die nördliche Seitenmauer war 78,47 m, die südliche 79,20 m lang. Die Ecken der ungefähr 80 cm starken Mauer waren gerundet und nicht mit Wehrtürmen versehen. Als Annäherungshindernis diente, nach einer 0,75 m bis 1,20 m breiten Berme, ein einfacher, zwischen 6,40 m und 7,70 m breiter und zwischen 1,40 m und 1,90 m tiefer Spitzgraben in Form einer so genannten Fossa Punica, deren dem Kastell abgewandte Böschung deutlich steiler abfiel als die der Wehrmauer zugewandte.
Das Lager verfügte über drei von je zwei Türmen flankierte Tore und – zumindest in einer Bauphase – über eine kleine, rückwärtige Schlupfpforte. An der Innenseite der Mauer war ein vier bis fünf Meter breiter Erdwall angeschüttet, an den sich wiederum der 2,80 m bis 3,50 m breite Wallweg anschloss. Spuren der eigentlichen Innenbauten des Lagers waren zur Zeit der Ausgrabungen durch die neuzeitliche Baumaßnahmen bereits völlig zerstört, lediglich die Wegachsen konnten durch einige Grabungsschnitte festgestellt werden.
Die Besatzung des Lagers bildete ein etwa 150 Mann starker, namentlich nicht bekannter Numerus.

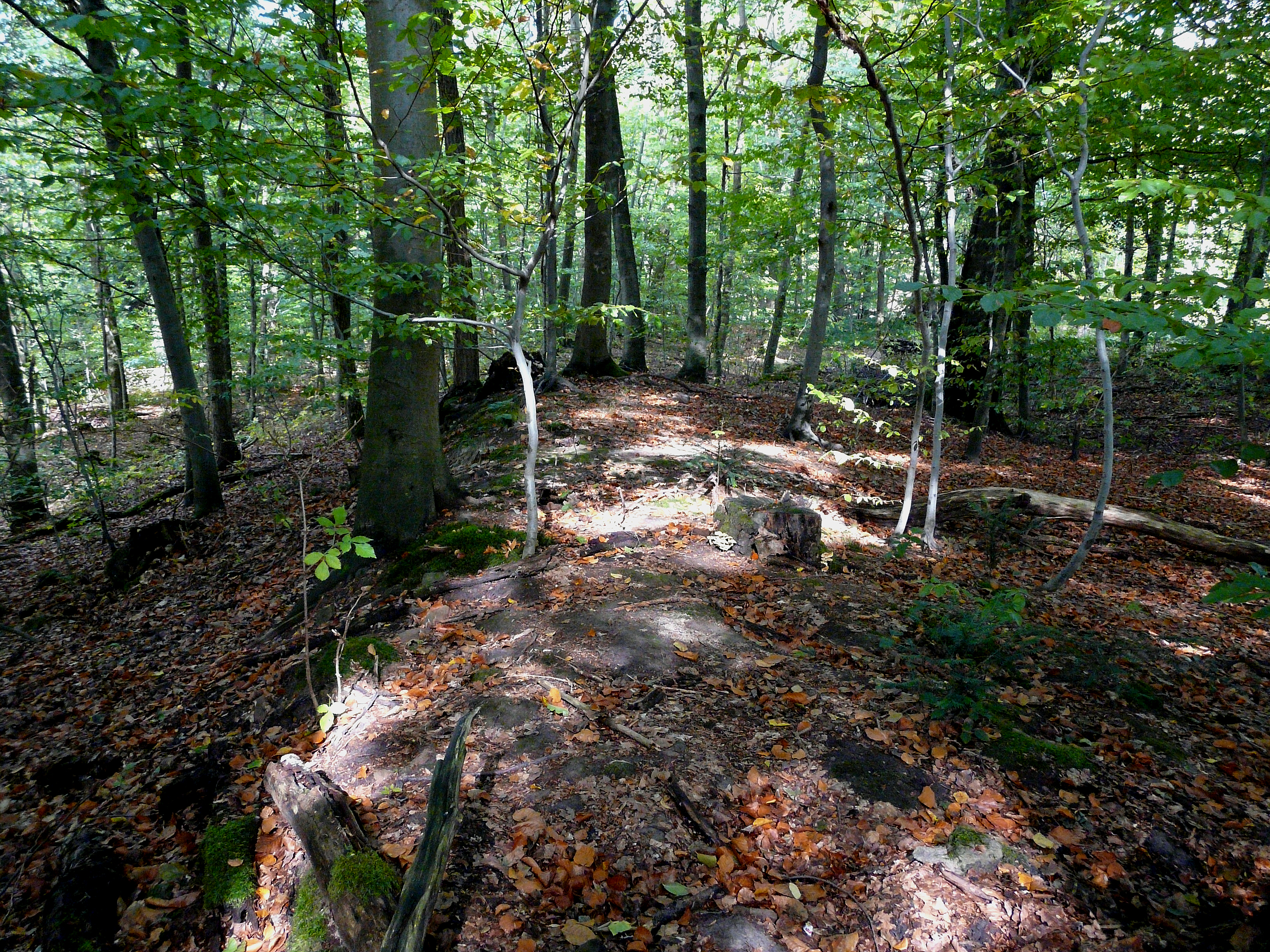
Dekumatseite der Umwehrung
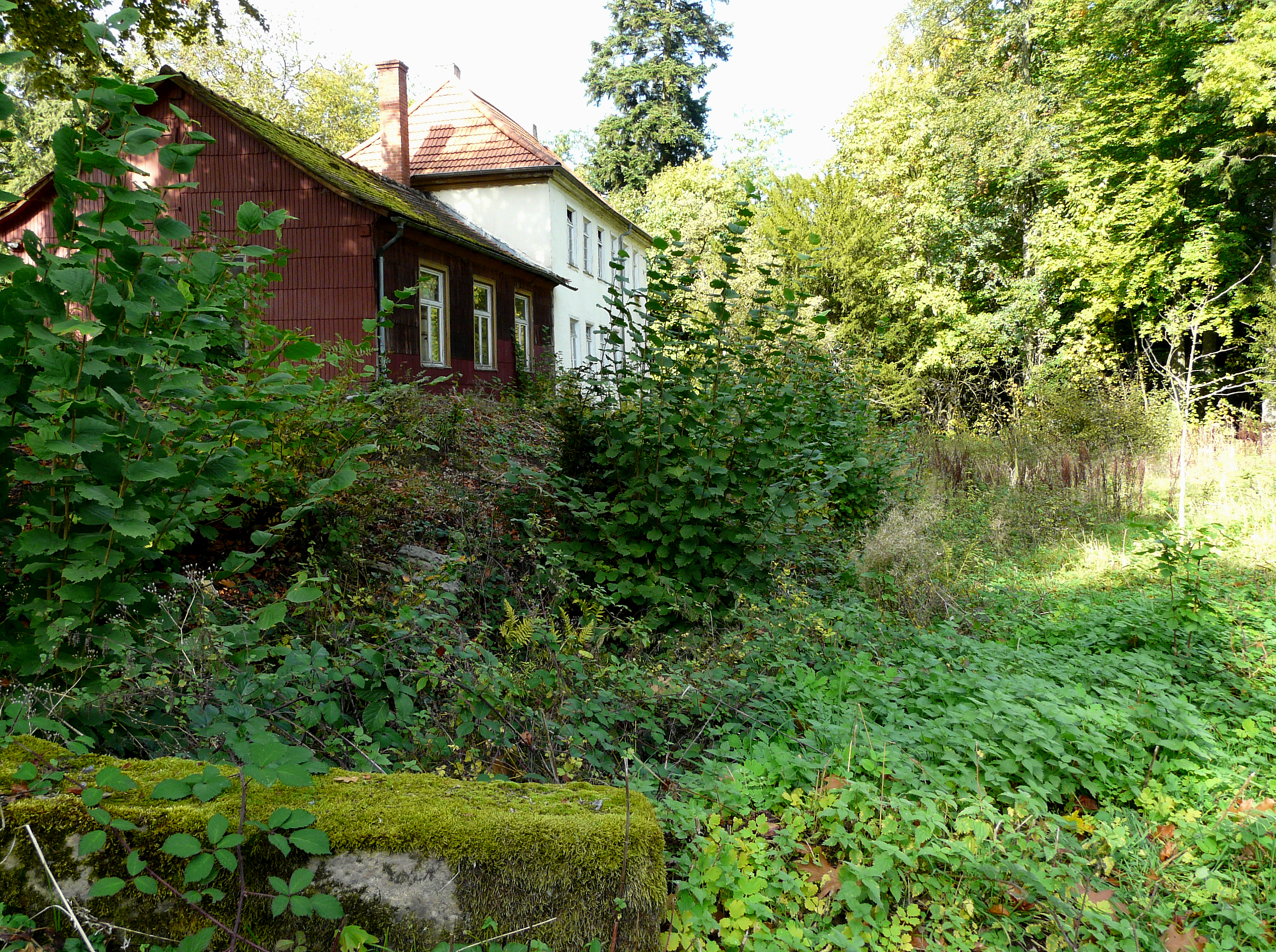
Praetorialseite der Umwehrung
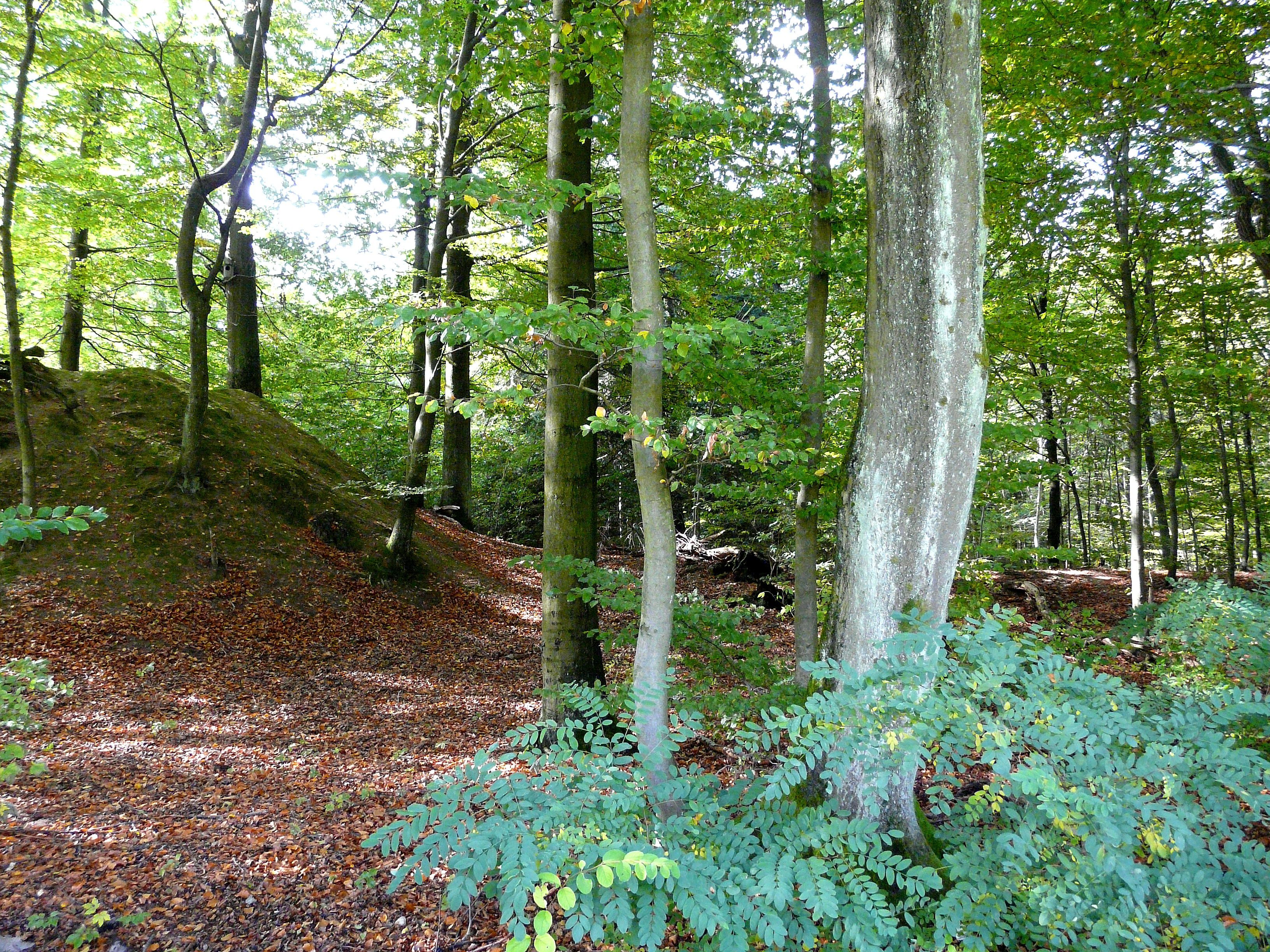
Neuzeitlicher Eiskeller (links) und römerzeitliche Umwehrung (rechts)
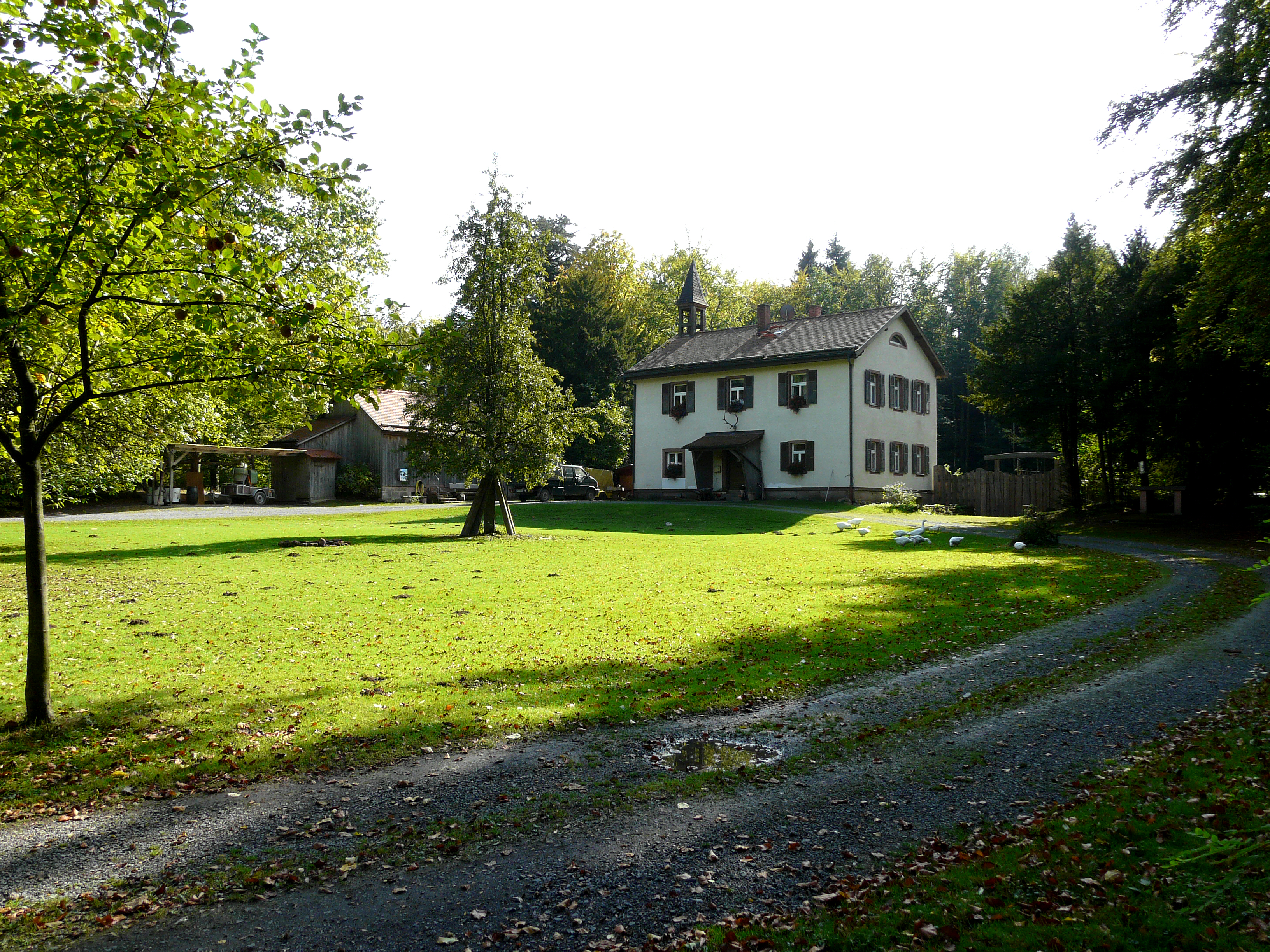
Hauptgebäude des Neuzeitlichen Jagdschlosses

### Kastellbad
180 m nordwestlich des Lagers befanden sich die Kastellthermen, die bereits durch Knapp untersucht worden waren. Es handelt sich um ein Bad vom Reihentyp. Die Längsachse des Gebäudes belief sich – inklusive Praefurnium (Heizraum) – auf 18,5 m, die maximale Breite des Gebäudekomplexes betrug 11,13 m. Von der Südostseite her betrat man einen Raum, der von Kofler als Apodyterium (Umkleideraum) interpretiert worden ist. Analog zu anderen Militärbädern muss aber davon ausgegangen werden, dass der Raum als Frigidarium fungierte. Das eigentliche Apodyterium, vermutlich in Form einer Vorhalle in Holzbauweise, konnte wahrscheinlich mit den grabungstechnischen Methoden der Zeit nicht wahrgenommen werden. Zur linken Seite dieses Raums befand sich in einem Annexbau ein Kaltwasserbassin, zur rechten ein weiterer, hypokaustierter Annexbau mit separatem Praefurnium, der als Sudatorium angesprochen werden muss. Im mittleren Bereich des Gebäudes lag das Tepidarium (Laubad). Mit einem dreiräumigen Caldarium (Warmbad), das vollständig mit Hypokausten versehen war, und dem dazugehörenden Heizraum schloss der Gebäudekomplex im Nordwesten ab.

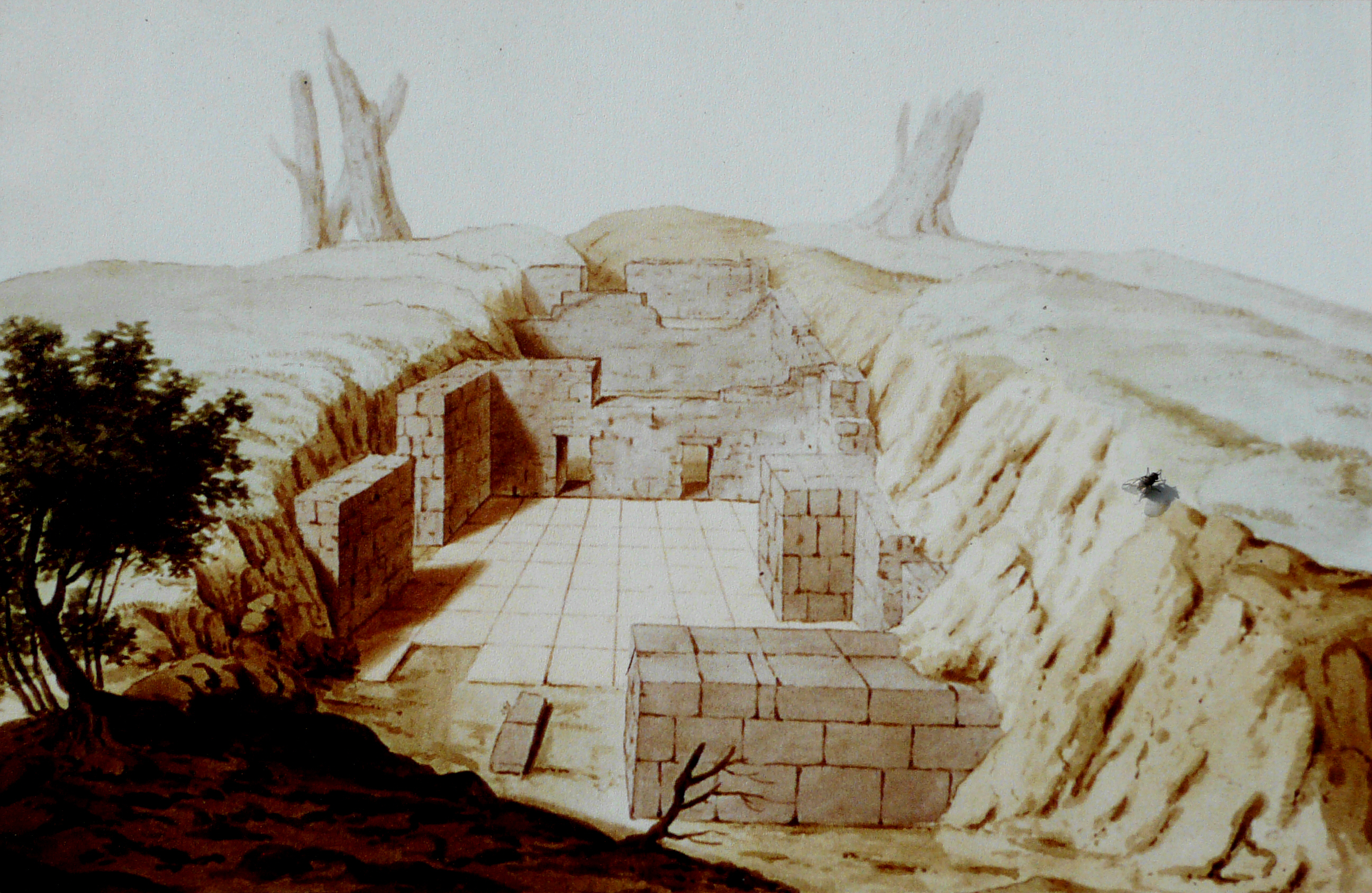
Thermen um 1806
Grundriss der Kastellthermen (Grabung 1895)
Schnitte durch die Kastellthermen

## Erhaltungszustand und Fundmaterial
Die Kastellumwehrung hebt sich im Gelände noch heute deutlich ab, vom Badegebäude hingegen sind kaum noch Spuren wahrnehmbar. Die in Höhe der Porta praetoria befindlichen sechs steinernen Sessel gehören dem 18. Jahrhundert und somit dem Jagdschloss an. Dies gilt ebenfalls für eine hügelförmige Erhebung im Bereich der südwestlichen Kastellecke, bei der es sich um einen neuzeitlichen Eiskeller handelt. Eine Besichtigung des Areals ist jederzeit möglich. In Michelstadt wird die römische Vergangenheit der Region durch eine kleine Abteilung des Odenwaldmuseums präsentiert.

Fundmaterial der 1895er Ausgrabungen im Kastell Hainhaus
Eck-, Gesims- und Deckelsteine
Oben: Wandziegel mit runder Aussparung für den Befestigungsnagel Unten: Tontrichter zur Befestigung von Heizziegeln
Oben: Randstück eines Terra-Nigra-Gefäßes Mitte: Ziegelstempel Unten: Ziegelplatte

## Limesverlauf zwischen den Kastellen Hainhaus und Eulbach
Vom Kastell Hainhaus aus zieht der Limes – ausschließlich durch Wald- und Waldrandgebiet – weiter in südliche Richtung auf das Kastell Eulbach zu. Hierbei steigt er allmählich von 457 auf 510 Höhenmeter an.
| ORL | Name/Ort | Beschreibung/Zustand |
| --- | --- | --- |
| ORL 47 | Kastell Hainhaus | siehe oben |
| Wp 10/14/ | „An der Döllchenschneise“ | Der Steinturm war schon zur Zeit der Reichs-Limeskommission nicht mehr vorhanden. Er diente vermutlich beim Straßenbau oder bei der Errichtung des Jagdschlösschens als wohlfeiler Steinbruch. Die Stelle des ehemaligen Holzturms zeichnet sich durch den ihn umgebenden Ringgraben, in dem jahreszeitlich und witterungsbedingt gelegentlich Wasser steht, deutlich im Gelände ab. In diesem Bereich erfolgte durch die Kommission eine Aufmessung der Oberflächenstrukturen, von einer archäologischen Untersuchung wurde aber Abstand genommen. - Wp 10/14 Infotafel - Wp 10/14 - Wp 10/14 - Limeswanderweg zwischen den Turmstellen Wp 10/14 und 10/15 |
| Wp 10/15 | „Im oberen Haspel“ | Auch der Steinturm der Turmstelle Wp 10/15 fiel vermutlich schon früh Straßenbauarbeiten in diesem Gebiet zum Opfer, bei denen seine Trümmer als Randsteine Verwendung fanden. Die Holzturmstelle, die etwa zur Hälfte von der modernen Straße geschnitten wird, wurde von der Kommission zwar in ihrer Oberflächenstruktur vermessen, jedoch nicht archäologisch untersucht. Schwache, zum Teil versumpfte Spuren des Ringgrabens und des Turmhügels finden sich unmittelbar westlich der Straße in einer Buschgruppe. In dem Turmhügel befindet sich ein Steinfundament, das aber neuzeitlich ist und in keinem Zusammenhang mit der antiken Bebauung steht. Der Holzturm wurde im Jahr 2010 wenige Meter nördlich rekonstruiert. Die Rekonstruktion ist weitgehend baugleich zu derjenigen bei Rainau-Buch (Wp 12/77 „Mahdholz“). - Blick in nördl. Limesrichtung; vorn der Schutthügel des Turmes (09/2012) - Blick aus dem Barbaricum: vorn die nachgebaute Limespalisade, rechts der rekonstruierte Holzturm, hinter der Palisade die originäre Holzturmstelle - Turmblick in südl. Limesrichtung; vorn die Holzturmstelle, im Hintergrund die folgende Turmstelle Wp 10/16 im Wiesengelände (mit Pfeil gekennzeichnet) - Analog zu den Befunden der Steintürmen des Odenwaldlimes in Holzbauweise umgesetzte Fenstersäule - Stützquerbalken des trocken gemauerten Erdgeschosses (Balken im Original durchgehend und EG mit Erde verfüllt). Größe der Balken entspricht den Befunden. - Details der Dachkonstruktion |
| Wp 10/16 | „Bei Vielbrunn“ | Die Turmstelle war schon im 19. Jahrhundert durch Ackerbau weitestgehend zerstört und konnte von der Reichs-Limeskommission nur noch anhand der dort höheren Steinkonzentration lokalisiert werden. Lange Zeit galt sie als „gänzlich verschollen“. Mit modernen geophysikalischen Prospektionsmethoden gelang es jedoch 2009, die Turmstelle und einen Teil des Limesbegleitweges zu lokalisieren |
| Wp 10/17 | „In den Heumatten“ | Der gut erhaltene Holzturmhügel wurde von der Reichs-Limeskommission nur in seiner Oberflächenstruktur vermessen, nicht jedoch archäologisch untersucht. Etwa 40 m südlich der Holzturmstelle befand sich mindestens ein Steinturm, der jedoch bereits zur Zeit der Reichs-Limeskommission zum Zwecke des Straßenbaus als Steinbruch ausgebeutet und zerstört worden war. - Wp 10/17 zur Zeit der Ausgrabungen durch die Reichs-Limeskommission - Wp 10/17 Zustand Oktober 2009 - Wp 10/17 Zustand Oktober 2009 - Wp 10/17 Zustand Oktober 2009 |
| Wp 10/18 | „Im Strichherrenwald“ | Sehr gut erhaltene Holzturmstelle, die einschließlich der wallartigen Erhöhung an der Außenseite des sie umgebenden Ringgrabens einen Durchmesser von über 30 m gehabt haben muss. Durch die Reichs-Limeskommission wurde nur ein Höhennivellement durchgeführt, auf eine archäologische Ausgrabung wurde verzichtet. Der zur Turmstelle gehörende Steinturm wurde – wie die meisten in diesem Streckenabschnitt – bereits vor der Tätigkeitsaufnahme der Kommission zwecks Verwendung des Steinmaterials beim Straßenbau zerstört. |
| Wp 10/19 | „An der Lichten Platte“ | Die noch heute im Gelände sichtbare Turmstelle des Wachturms Wp 10/19 liegt – wie der folgende Wp 10/20 – nicht öffentlich zugänglich innerhalb des Geländes des Gräflich Erbachischen Eulbacher Wildparks. Es handelt sich um die übliche, von einem Ringgraben umgebene Holzturmstelle mit einem Turmhügel im Zentrum. Die Konturen sind jedoch durch die zwischenzeitliche Überbauung mit einem Wildschuppen ein wenig gestört. Eine archäologische Untersuchung resp. detaillierte Vermessung wurde nicht vorgenommen. In etwa 35 m Entfernung befand sich die Steinturmruine, die jedoch 1842 beim Bau der Straße von Eulbach nach Vielbrunn abgebrochen wurde. Eine planmäßige archäologische Untersuchung fand nicht statt, jedoch konnten bei den Abbrucharbeiten Fragmente der ursprünglichen Bauinschrift geborgen werden. Dieser zufolge wurde der Turm im Jahre 146 n. Chr. durch eine Einheit der triputiensischen Brittonen errichtet. Die ursprüngliche Größe der Inschriftenplatte betrug 58 cm mal 80 cm bei einer Dicke von etwa 15 cm. Die Fragmente befinden sich heute in den gräflichen Sammlungen des Erbacher Schlosses. \| lateinischer Text \| Lesung \| Übersetzung \| \| ------------------------------------------------------------------------------------------------------------------------------------------------ \| --------------------------------------------------------------------------------------------------------------------------------------------------------------------------------------------------------- \| ---------------------------------------------------------------------------------------------------------------------------------------------------------------------------------------------------------------------------------------------------------------------------------------------------------------------- \| \| IMP·CAE[SARI·DI] VI·HADR·[FIL·TI] [T]O·AEL·HA[DRIAN(O)] [ANTO]NI[NO]·AVG [P]IO·P[ONT]·MAX TRIB·POT·[V]III·COS·P·[P] BRIT·TRIP·C[L·II·ET·SEV·COS] \| Imperatori Caesari Di- vi Hadriani filio Ti- to Aelio Hadriano Antonino Augusto Pio Pontifici maximo tribunicia potestate VIII consuli patri patriae Brittones Triputienses Claro II et Severo consulibus \| Dem Imperator Caesar, dem Sohn des vergöttlichten Hadrian, Titus Aelius Hadrianus Antoninus Pius Augustus, Pontifex Maximus, im achten Jahre seiner tribunizinischen Gewalt, Konsul, Vater des Vaterlandes, (erbaut) von den Brittones Triputienses, (im Jahr als) Clarus zum zweiten Mal und Severus Konsuln (waren). \| |
| Wp 10/20 | „Am Kutschenweg“ | Turmstelle, bestehend aus einem Holzturmhügel und einem vollständig abgegangenen Steinturm. Der Holzturmhügel, den die Limespalisade in 27 m östlicher Entfernung passierte, wurde 1896 von Eduard Anthes untersucht. Der Holzturm ruhte auf einem Fundament aus Trockenmauerwerk, das einen quadratischen Grundriss von 5,20 m Seitenlänge einnahm und zu Anthes Zeiten noch bis zu einer Höhe von 80 cm erhalten war. An den Ecken befanden sich 35 cm² große Aussparungen zur Aufnahme der Eckpfosten, die 1,30 m in die Tiefe versenkt waren. An allen Seiten wiesen die Mauern jeweils drei 10 cm bis 25 cm breite Schlitze auf. Das Innere des Trockenmauerwerkrechtecks war vermutlich mit Erde und Lehm verfüllt. Umgeben war der Turm von einem Ringgraben, dessen Durchmesser 15 m betrug. Das Profil des Grabens wurde nicht ermittelt. In etwa 20 m Entfernung südlich des Holzturms befand sich die Steinturmstelle, die bereits zur Zeit der Reichs-Limeskommission völlig zerstört war. Die Turmstelle Wp 10/20 liegt in einem nicht öffentlich zugängigen Teil des Gräflich Erbach-Erbach'schen Wildparks. |
| ORL 48 | Kastell Eulbach | → Hauptartikel : Kastell Eulbach [ A 15 ] |
| lateinischer Text | Lesung | Übersetzung |
| IMP·CAE[SARI·DI] VI·HADR·[FIL·TI] [T]O·AEL·HA[DRIAN(O)] [ANTO]NI[NO]·AVG [P]IO·P[ONT]·MAX TRIB·POT·[V]III·COS·P·[P] BRIT·TRIP·C[L·II·ET·SEV·COS] | Imperatori Caesari Di- vi Hadriani filio Ti- to Aelio Hadriano Antonino Augusto Pio Pontifici maximo tribunicia potestate VIII consuli patri patriae Brittones Triputienses Claro II et Severo consulibus | Dem Imperator Caesar, dem Sohn des vergöttlichten Hadrian, Titus Aelius Hadrianus Antoninus Pius Augustus, Pontifex Maximus, im achten Jahre seiner tribunizinischen Gewalt, Konsul, Vater des Vaterlandes, (erbaut) von den Brittones Triputienses, (im Jahr als) Clarus zum zweiten Mal und Severus Konsuln (waren). |

## Denkmalschutz
Das Kastell Hainhaus und die anschließenden Limesbauwerke sind  Bodendenkmale nach dem Hessischen Denkmalschutzgesetz. Nachforschungen und gezieltes Sammeln von Funden sind genehmigungspflichtig, Zufallsfunde an die Denkmalbehörden zu melden.